# Chou farci

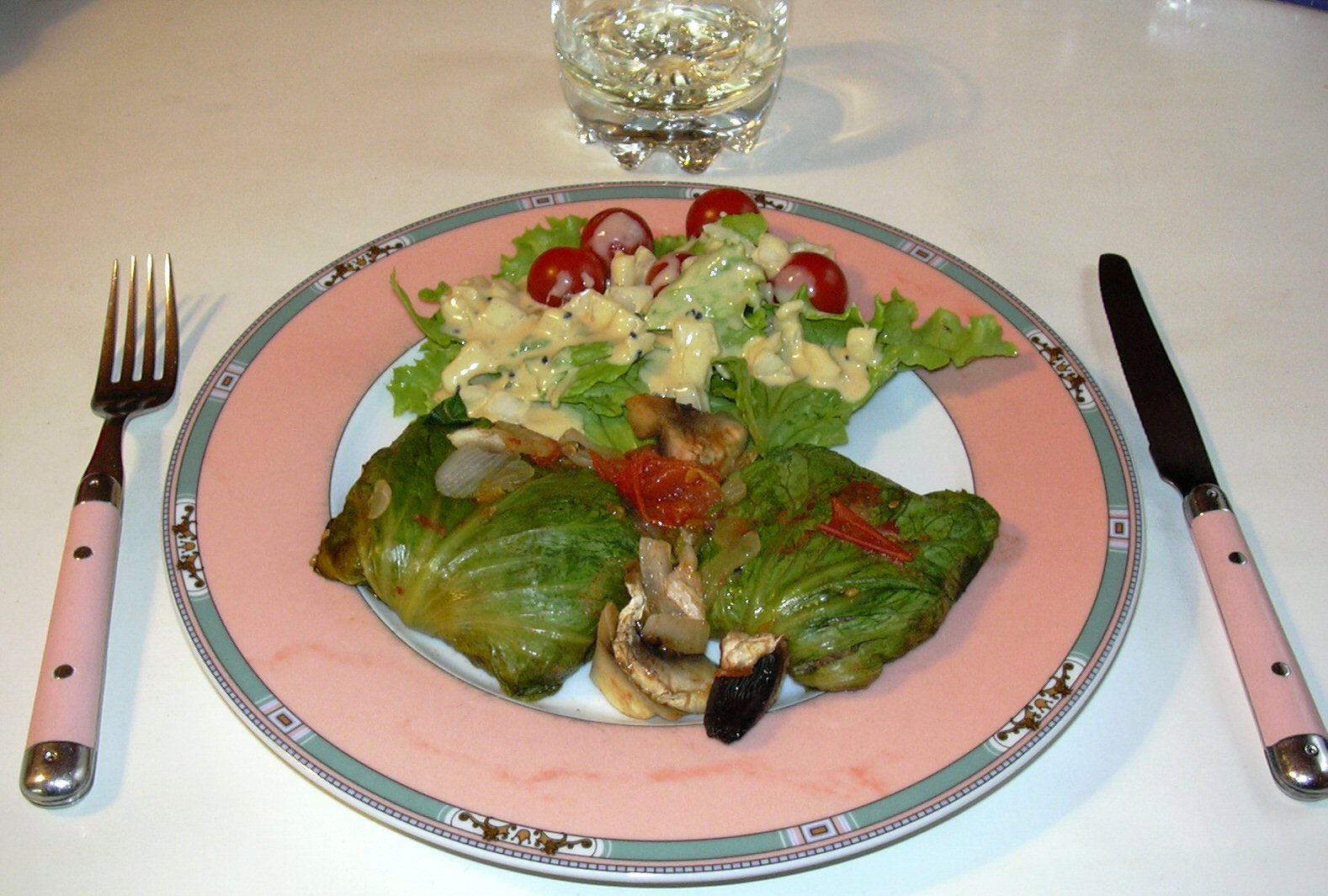
Chou farci.

Un chou farci (cigare au chou ou paupiette de chou) est un mets traditionnel de nombreux pays du monde. Mais il est à l'origine un plat byzantin, où l'on utilisait la feuille de vigne pour enrouler la farce.

## Composition
En général, il consiste en une farce à base de bœuf ou de porc, assaisonnée d'oignons, de tomates, de riz et de diverses épices. D'autres ingrédients, tels que les champignons, sont parfois également utilisés. Le tout est enveloppé dans une ou plusieurs feuilles de chou, et bouilli ou cuit à la vapeur. On le mange en général chaud.

## Variantes
Le chou farci est présent dans les cuisines française, québécoise, russe, polonaise, ukrainienne, allemande, autrichienne, arménienne, azérie, chilienne, serbe, bosnienne, bulgare, grecque, chinoise, coréenne, croate, hongroise, macédonienne, moldave, roumaine, slovaque, jordanienne, libanaise, syrienne, vietnamienne, irakienne et turque (lahana sarma). Allen S. Weiss a dénombré 77 760 variantes du chou farci.

### Afrique

#### Égypte
Dans la cuisine égyptienne, on les appelle محشي كرمب, (maḥshī kromb ou maḥshī koronb). Les feuilles sont fraîches, souvent coupées en petits morceaux et partiellement pré-cuites. La farce est un mélange de riz, d'oignon, de tomate, d'herbes et d'épices (généralement menthe, aneth et cumin). La viande est rarement utilisée. Les rouleaux sont disposés dans une casserole et cuits dans un bouillon à base de tomate, d'herbes et d'épices.

### Amérique

#### Canada
Au Canada francophone, le chou farci est appelé « cigare au chou ». La cuisine québécoise compte une variante avec une sauce tomate. La cuisine néo-brunswickoise compte une variante avec diverses sortes de fromages, du bœuf haché, des oignons et des épices.

### Europe de l'Est

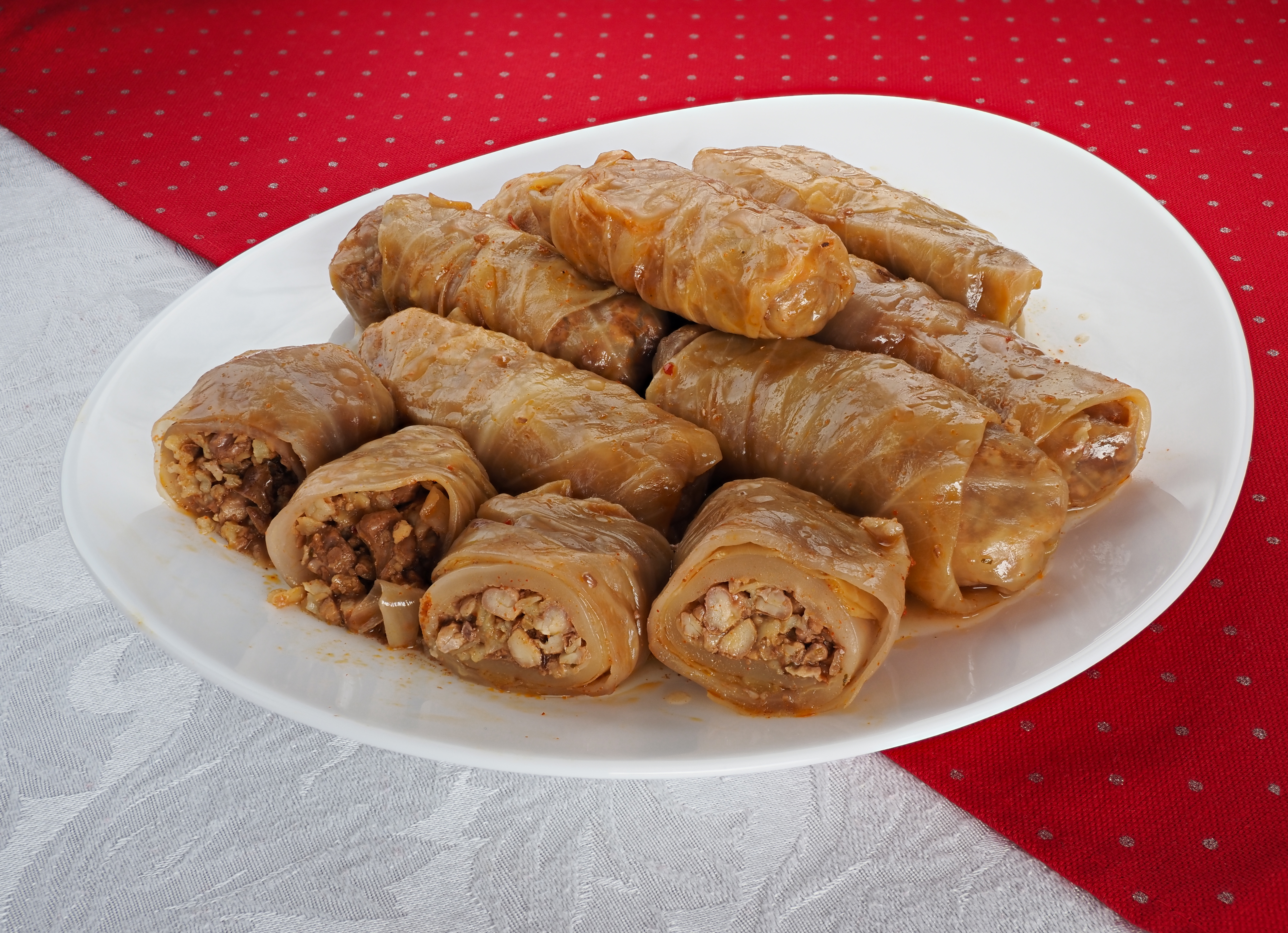
Sarma, ou chou farci, végétarien, en Serbie : un rouleau de chou avec une farce faite de noix et de riz, aromatisé avec de l'oignon, de l'ail et des piments rouges. Janvier 2023.

Dans les pays slaves, le chou farci est très présent.
En Serbie, en Bulgarie, en république serbe de Bosnie, au Monténégro, en Macédoine et en Ukraine, la sarma (сарма en serbe cyrillique) est consommée lors du réveillon de Noël et pour Pâques. Chez les Serbes et les Monténégrins, elle est aussi servie pour la slava et fait souvent partie des plats principaux au cours des cérémonies de mariage. Dans la diaspora, elle est souvent conservée comme un rappel de l'ancienne patrie.

#### Croatie
Le chou farci est un aliment de base en Croatie. Fourré avec du porc fumé et haché, c'est un mets traditionnel à Noël.

#### Hongrie
La version hongroise du chou farci s'appelle töltött káposzta. Le chou est rempli avec de l'émincé de porc. On y trouve toujours du paprika et du poivre moulu. Le plat est servi avec de la crème fraîche.
C'est un plat de fête servi à Noël et au Nouvel An.

#### Pologne

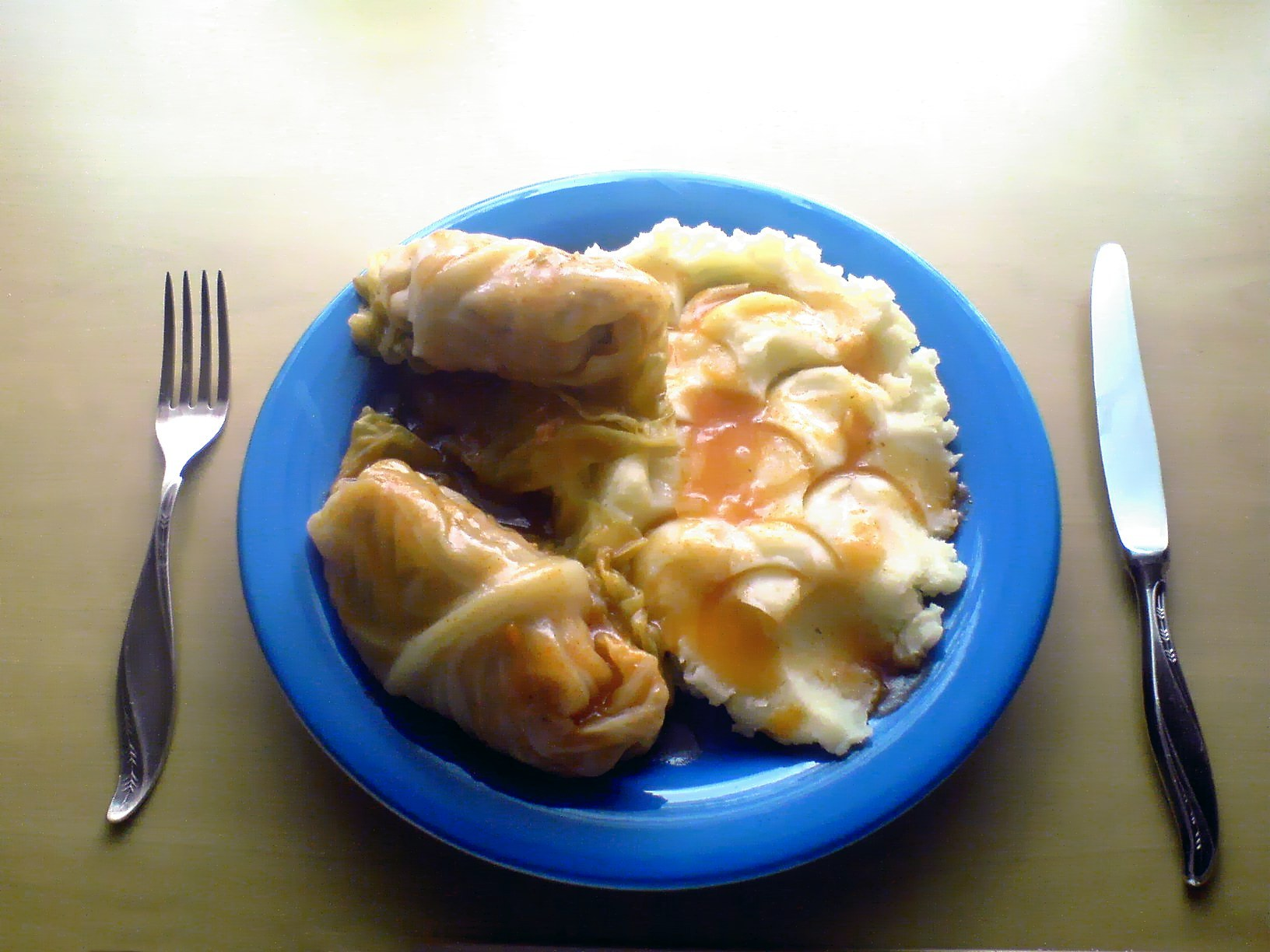
Une assiette de golabki.

Golabki est le nom du chou farci à la façon polonaise.

#### Roumanie
Le sarmale est le nom des choux farcis à la roumaine. C'est le plat national en Roumanie.
Ils sont composés d'une feuille de chou de type choucroute, ou une feuille de vigne, farcie avec de la viande hachée de porc et du riz mélangé avec des légumes, des oignons caramélisés, des champignons et des herbes aromatiques comme la sarriette ou l'aneth.
Ce plat est traditionnel pour les repas de Noël et du Nouvel An, aux mariages, baptêmes, etc.

#### Russie
En cuisine russe, on l'appelle « голубцы » (goloubtsy, pluriel de goloubets). Il se prépare avec des boulettes de viande enveloppées de feuilles de chou. Les préparations sans viande sont rares. Le riz est ajouté à la farce.
Il existe une variante de cette recette appelée lenivye goloubtsy (littéralement, « les choux farcis paresseux »). Dans ce cas, le chou haché est mis dans la viande[réf. souhaitée].

#### Ukraine
Le holoubtsi est le nom du chou farci en Ukraine.
Il se prépare avec des feuilles de chou fraîches ou de choucroute farcies à la viande, au poisson, ou au riz, au sarrasin ou encore au millet accompagnés de champignons, de pommes de terre et d'autres légumes, ainsi que d'épices.
Son nom — qui vient du mot ukrainien голуб (holoub), dont la signification est « colombe, pigeon » — contient toute la symbolique liée à cet oiseau, porteur de bonne nouvelle et symbole des forces créatrices au moment de l'apparition du monde.

### Europe de l'Ouest

#### Allemagne

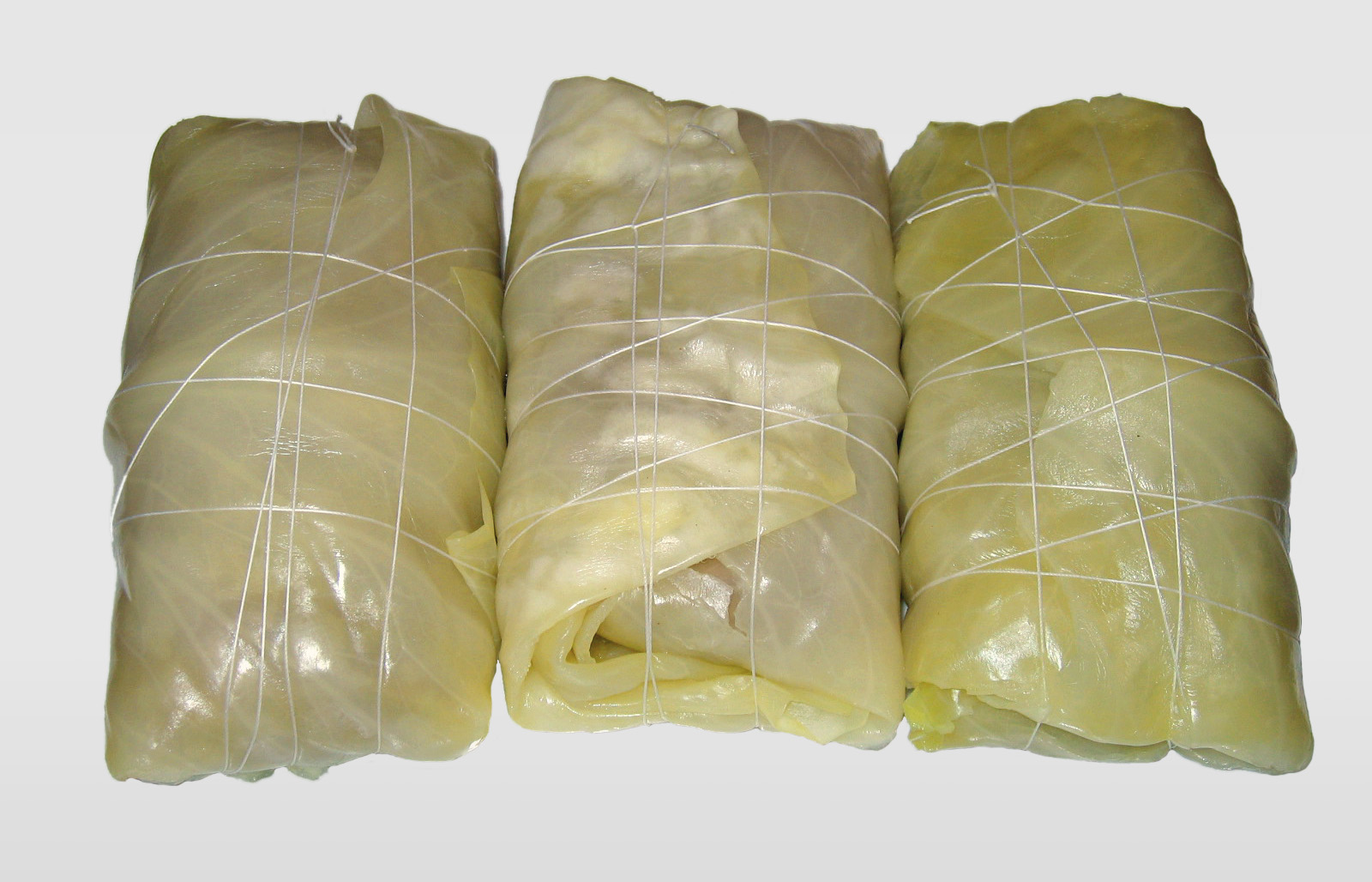
Kohlrollen ou chou farci allemand.

En cuisine allemande, le mets est connu sous le nom de Kohlrollen, Kohlrouladen ou Krautwickel.

#### France
Il existe en France différentes variétés régionales.
Dans le Poitou-Charente, le chou farci est légèrement différent et incorpore du cognac et du poivre. On trouve également le farci poitevin.
En Bretagne, il se nomme bardatte.
En Provence (et Languedoc), le chou farci se fait appeler lou fassum. Pour cette recette, on utilise un ustensile de cuisine nommé le fassumier qui se présente comme une sorte de filet à provision qui permet de reformer le chou lors de la préparation.
Il existe également une recette traditionnelle française originaire du Massif central, où c'est la viande qui est farcie avec du chou : la maôche.

#### Suède
La version suédoise du chou farci se nomme kåldolmar. Les choux sont remplis avec de l'émincé de porc et parfois du riz. Ils sont servis avec des pommes de terre bouillies, de la sauce au jus de viande et de la confiture d'airelles. Les kåldolmar sont également populaires au Danemark et en Finlande (ou on les appelle kaalikääryle).
Le plat est considéré comme une variante de la dolma orientale.
Après avoir perdu la bataille de Poltava en 1709, Charles XII de Suède a fui vers la ville de Bender, en Moldavie, alors contrôlée par son allié, le sultan de l'Empire ottoman. Charles XII passe plus de cinq ans dans l'Empire ottoman, en essayant de convaincre le sultan de l'aider à vaincre les Russes. Quand il rentre enfin en Suède, en 1715, il est suivi des créanciers ottomans à qui il avait emprunté de l'argent pour financer ses guerres. Les créanciers ont vécu à Stockholm jusqu'en 1732, et c'est à cette époque que la recette de la dolma a été introduite en Suède.
La première mention de la recette fut écrite par Cajsa Warg en 1765. À la fin de la recette, elle suggère que ceux qui n'avaient pas de feuilles de vigne pouvaient utiliser à la place des feuilles de chou.
Le 30 novembre, jour de la mort de Charles XII, est aussi le Kåldolmens dag (« jour des kåldolmens »).

## Autres noms du chou farci
- Gołąbki, Pologne
- Kohlroulade et Krautwickel, Allemagne et Autriche
- Dolma krombit, Algérie
- Niños envueltos, Argentine et Chili
- kaghambi tolma (կաղամբի տոլմա), Arménie
- Kələm dolması, Azerbaïdjan
- Sarma, Balkans et Turquie
- Halubcy, Biélorussie
- Sarma, Bosnie
- Charuto de repolho, Brésil
- Сарми (sarma), Bulgarie
- Bai cai juan (白菜卷), Chine
- Sarma or arambašići, Croatie
- Kapsarull, Estonie
- Mahshi kuronb (محشي كرنب), Égypte et Soudan
- Kaalikääryle, Finlande
- Lahanodolmades (Λαχανοντολμάδες), Grèce
- Töltött káposzta, Hongrie[6]
- Involtini di cavolo verza, Italie
- Dolmeye kalam, Iran
- Karouv mamouleh, Israël
- Rōru kyabetsu (ロールキャベツ), Japon
- Holishkes, Juifs ashkénazes
- Prakas, Juifs ashkénazes
- Yabrak, Juifs tunisiens
- Balandėliai, Lituanie
- Bragioli, Malte
- Aluske, Paraná et Santa Catarina
- Malfoof (ملفوف), Proche-Orient
- Niño envuelto, République dominicaine
- Сарма (sarma), République de Macédoine
- Holubky, République tchèque et Slovaquie
- Kåldolmar, Suède
- Сарма (sarma), Serbie
- Lahana dolması, Turquie
- Bắp cải cuốn thịt, Viêt Nam